# غرمخانة (خلخال)
غرمخانة هي قرية في مقاطعة خلخال، إيران. عدد سكان هذه القرية هو 167 في سنة 2006.